# 波除出入口
波除出入口（なみよけでいりぐち）は、大阪府大阪市港区の阪神高速道路16号大阪港線の出入口。天保山方面のみ出入口のあるハーフICである。

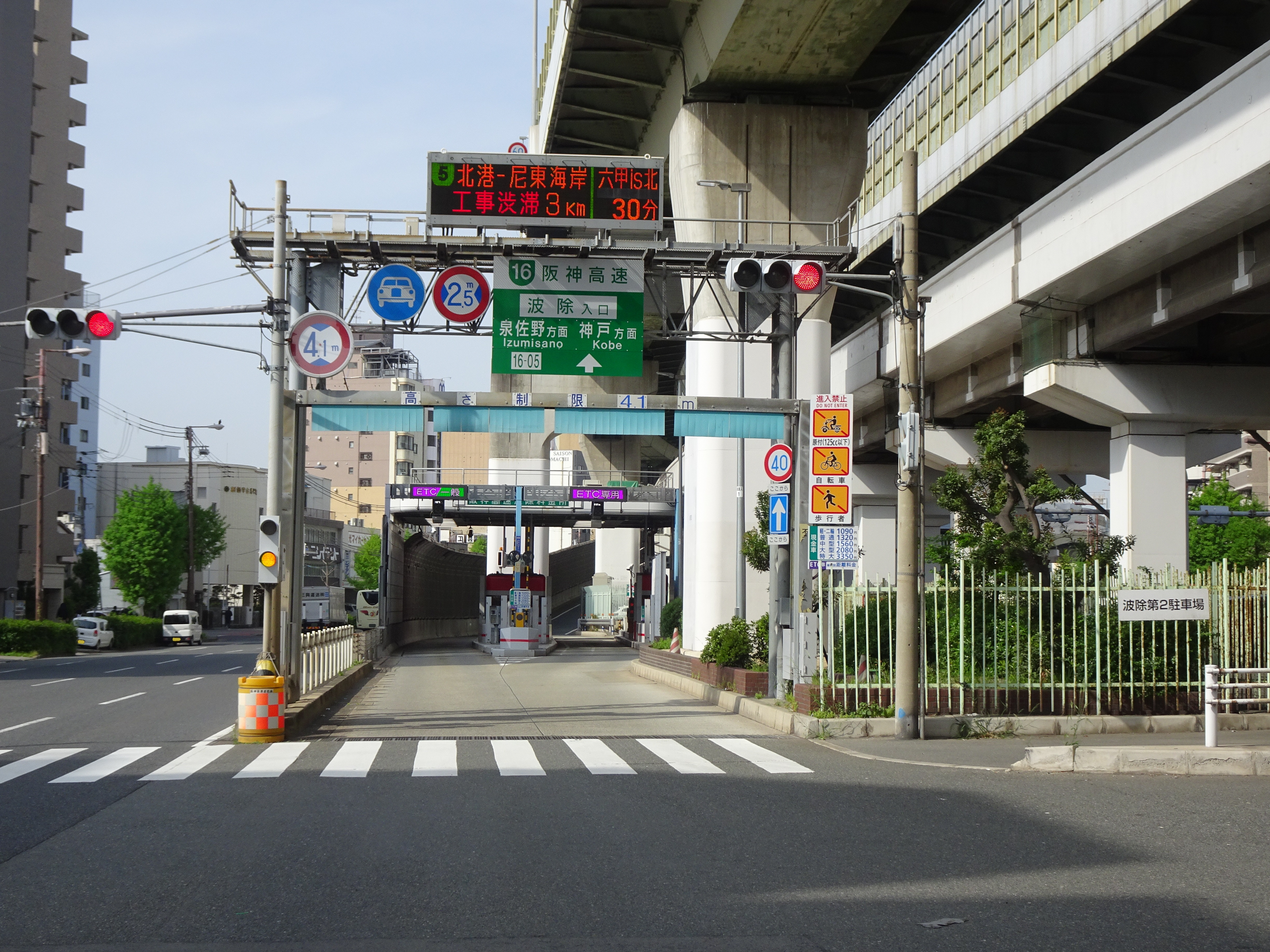
波除入口付近

## 道路
- 阪神高速16号大阪港線(16-05)

## 接続する道路
- 中央大通

### 乗り継ぎ
当出口→1号環状線の堂島入口の間に乗り継ぎ制度がある。ETCを利用せずに乗り継ぐ場合は、乗継券を当出口の発券所で受け取ることになる。
2013年5月25日までは、当出入口と3号神戸線の中之島西出入口の相互間も乗り継ぎ制度があったが、2号淀川左岸線開通に伴い終了した。

## 周辺
- JR西日本大阪環状線弁天町駅
- 中央線弁天町駅
- 阪神高速17号西大阪線
- 国道172号
- 木津川
- 安治川
- 大阪ドーム

## 隣
阪神高速16号大阪港線
(16-03)九条出口 - (16-04)本田入口 - (16-05)波除出入口 - 朝潮橋PA - (16-06)天保山出入口